# Ischnojoppa seyrigi
Ischnojoppa seyrigi là một loài tò vò trong họ Ichneumonidae.